# Iglesia de San Miguel Arcángel (Burjasot)
La iglesia de San Miguel Arcángel es un templo católico situado en la plaza de los Fueros, 5, en el municipio de Burjasot. Es Bien de Relevancia Local con identificador número 46.13.078-003.

## Historia
Fue edificada  en 1767, poniendo la primera piedra y la última teja el cura párroco Don Antonio Pelecha, de Campanar, abriéndose el culto el 29 de septiembre de 1780, día de San Miguel, pues el 1 de octubre de dicho año, hay una partida de bautismo, en el que el vicario Don Matias Blanquear hace constar que en tal fecha bautizó a un niño.
La iglesia articula en planta, tres naves de cuatro tramos con bóveda de cañón en la nave central. En la bóveda podemos ver una serie de medallones con pinturas alusivas a San Miguel, titular de la iglesia. Destacan en su interior una serie de grandes esculturas realizadas en estuco blanco, de tres metros de altura y que representan a los doce apóstoles, a Pablo y a Bernabé y dos arcángeles Rafael y Gabriel.
En el interior del templo podemos ver también algunas pinturas, salidas hacia 1770 del pincel de José Vergara (1726-1799).